# Fallout (Feuerwerk)
Fallout bei einem pyrotechnischen Feuerwerk entsteht nach dem Abbrand der Feuerwerkskörper aus den Bestandteilen, die nach oben geschossen wurden, aber nicht gänzlich verbrannt sind und daher wieder zu Boden fallen.

## Namensherleitung
Fallout stammt aus dem engl. fallout und bedeutet Niederschlag. Der Begriff wird auch in Zusammenhang mit radioaktivem Niederschlag (radioaktivem Fallout) und dem Auswurf fester Bestandteile (Pyroklastika) bei einem Vulkanausbruch (auch Airfall genannt) verwendet.

## Zusammensetzung
- Der Fallout bei Feuerwerken besteht lokal aus größeren Stücken, meist unverbrannten Teilen.
- Verbrennungsgase, etwa Schwefeldioxid aus Schwarzpulver, vermischen sich mit der Atmosphäre, werden mit der Luftströmung verfrachtet und können chemisch mit Bauwerken und der Natur anderswo reagieren – diese Gase gehören nicht zum Fallout.
- Feste und – sehr wenig – flüssige Verbrennungsprodukte bilden überwiegend sehr kleine Partikel, die als Aerosol vom Wind verweht und verwirbelt werden und nur so langsam absinken und sich an Oberflächen anlagern, dass sie in einem relativ großen Gebiet niedergehen.

Je nach Konstruktion und Größe steigen Raketen und andere aufwärts fliegende Pyrotechnikartikel etwa ein bis 100 Meter hoch, wo sie oft mit einem Knall zerplatzen. Größere Partikel unverbrannter Reststoffe fallen in einem mindestens ebenso großen Radius vom Startplatz weg wieder zu Boden. Die größten Stücke sind die meist angebrannten, bisweilen vom Treibsatz abgetrennten Holzleitstäbe der Raketen. Unzerlegt bleiben oft die eventuell angeschmolzene Keramikdüse und die Verdämmung aus Ton in den Enden der Kartonhülse einer Rakete. Ein Teil des Kartonmantels kann beim Zerplatzen in so kleine Papierteilchen zerfleddern, dass diese wie kleine Blätter herunterrieseln. Größere Hülsenstücke fallen hingegen rasch zu Boden, mitunter im Verbund mit der Düse.
Kegelige Kappen meist aus dünnem, einfarbigem Plastik sind dünnwandig und daher relativ leicht.
Kalter Fallout kommt im Wesentlichen ausgekühlt zu Boden.
Stieg der Feuerwerkskörper nicht so weit auf wie vom Hersteller geplant, etwa auch, weil er nicht vertikal nach oben, sondern schräg gestartet wurde, können größere oder kleinere Schlackenpartikel auch noch schmelzflüssig heiß den Boden erreichen. Mitunter kommt es dann auch vor, dass der Effektsatz beim Aufkommen noch brennt oder Pappe noch glimmt.
Chemische Produkte (heiße Metalloxide oder Schlacke), die zur Erzeugung der Licht- oder Knalleffekte eingesetzt wurden, sollten im Regelfall nicht mehr in fester Konsistenz zur Erdoberfläche zurück gelangen. Die Vereinigung zur Förderung des Deutschen Brandschutzes e.V. geht beim Fallout von Feuerwerken nur von Metalloxiden, Schlacke bzw. Ruß aus. Dies kann jedoch nicht in jedem Fall ausgeschlossen werden. Bei fehlerhaftem Gebrauch einer Feuerwerksrakete (z. B. verklemmen des Holzstabes in seiner Halterung) kann es auch vorkommen, dass sie nicht aufsteigt und ihre brennenden Chemikalien in direkter Bodennähe verteilt werden.

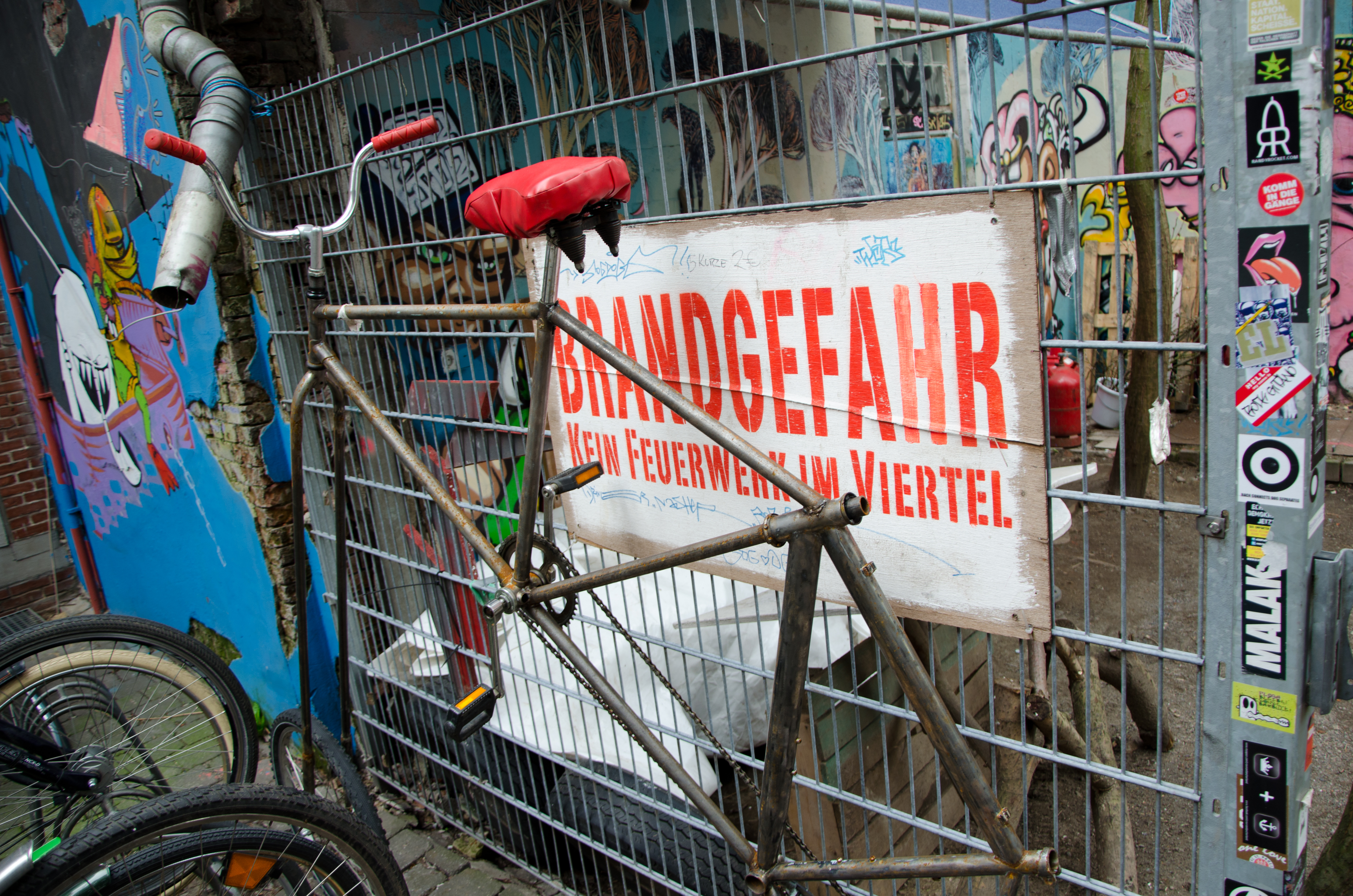
Warnhinweis in Hamburg im Gängeviertel: „BRANDGEFAHR – Kein Feuerwerk im Viertel“.

Der heiße Fallout von Feuerwerken hat zuweilen zu Gebäudebränden geführt (siehe z. B. 1820 eine Brücke in Lyon, die Passerelle du Palais de Justice).
Zum Fallout können auch die sogenannten Black Shell (aus dem Englischen: „schwarze Granate“) gezählt werden. Feuerwerkskörper oder Teile davon, die nach der Zündung aufgestiegen aber nicht zerlegen, sondern in einem Stück wieder zu Boden fallen und noch ganz oder teilweise betriebsbereit sind (Versager).
Aufgrund der Verletzungsgefahr (z. B. Augenverletzungen oder Lackschäden an Fahrzeugen) durch herabfallende Holzleitstäbe bei Feuerwerksraketen verzichten Profifeuerwerker vielfach auf diese und verwenden beim Höhenfeuerwerk durchwegs Bomben. Luftheuler als solche sind grundsätzlich nicht mehr zugelassen.

## Fallout-Zone
Bei einem Profi-Feuerwerk ist die Fallout-Zone, wie die Abbrennzone und der Zuschauerbereich, vorab vom Feuerwerker festzulegen und abzusperren. Die Fallout-Zone und die Abbrennzone (Sicherheitsbereich) decken sich dabei räumlich meist.

## Schadrisiko
Fallout verschmutzt optisch und chemisch den Boden.
Heißer Fallout kann brennbares Material, trockene Wiesen, Bauwerke und anderes entzünden. Das größte Brandrisiko entsteht durch Raketen, die bei – eventuell nur gekippt geöffneten – Hausfenstern hineinfliegen. Heiße Reste können hitzeempfindliche Oberflächen beschädigen, also Autolack, Kunststoff- oder Foliendächer oder Abdeckplanen.
Der Bauernbund in Tirol weist auf die Verschmutzung von Wiesen, Weiden und Feldern hin. Gelangt scharfkantiges und giftiges Material in der Folge ins Tierfutter, kann es für Tiere gefährlich werden. Man plädiert an die Verursacher, nach Feuerwerkerei die betroffenen Flächen zu reinigen. Nach Angaben des Bauernbunds fallen in Österreich in der Silvesternacht rund 1000 Tonnen Müll an und rund 10 % der Feinstaubimmission des gesamten Jahres.

## Abgrenzung
Die Reste von Feuerwerkskörpern, die nicht mittels Treibsatz in die Höhe geschossen wurden, also Abschusskarton mit Röhren, Stoppinenabdeckungen, Schutzhüllen, Warnhinweise und Gebrauchsanleitungen etc. sind normaler Abfall und gehören nicht zum Feuerwerks-Fallout.